# ある日、アヒルバス
『ある日、アヒルバス』（あるひ、アヒルバス）は、山本幸久による日本の長編小説。『月刊ジェイ・ノベル』に2006年7月号から2007年11月号まで隔月で連載された後、実業之日本社より2008年10月に刊行された。2010年10月には書下ろし短編「東京スカイツリー篇 リアルデコ」を加えて実業之日本社文庫より文庫化されている。
また、続編となる『天晴れアヒルバス』（あっぱれアヒルバス）が『月刊ジェイ・ノベル』2014年10月号から2015年10月号まで連載され、実業之日本社より2016年9月に刊行された。
『ある日、アヒルバス』を原作としたテレビドラマがNHK BSプレミアムのプレミアムドラマ枠にて2015年7月5日から8月23日まで放送された。

## あらすじ
東京・月島に本社を置く都内及び近郊の観光バス会社、アヒルバスを舞台に、入社して5年になる23歳のバスガイド高松秀子（通称・デコ）の奮闘を描く。心から慕っていた先輩社員の転職に落ち込む間もなく、新人研修の指導員を任され、一筋縄ではいかない新人たちの相手はもちろん、ツアー中に盗撮被害に遭うなど、次々と振りかかる問題にデコが立ち向かっていく。
アヒルバス
月島に本社を置く観光バス会社。バスガイド（正社員）は18名。マスコットキャラクターは、アヒルの「アルヒ」くん。築地にある女子寮は元旅館で、特に改修などをしていないため、大浴場がある、部屋の名前がすしネタ（デコの部屋は「穴子」）である、遊戯室に卓球台があるなど、その名残がある。

## 登場人物
高松 秀子（）
アヒルバスのバスガイド。八王子出身。あだ名は「デコ」。高校3年生の時に、進路指導の先生に朗読がうまいからとバスガイドを薦められ、アヒルバスに就職した。新人の指導係に任命され奮闘するが、なかなか日程通りに進まない新人教育に悩みが尽きない。家族とよくカラオケに行っていたため、両親（40代半ば）の世代の歌謡曲に詳しい。ツアー参加者や新人にあだ名をつける。
中森 亜紀（）
アヒルバスのバスガイド。秀子の同期。化粧が濃く、派手な雰囲気。アヒルバスを女性がもっと働きやすい職場にしたいと望み、デコに「革命を起こそう」と持ちかける。
小田切 次郎（）
アヒルバスのバス運転手。25、6歳。秀子と組むことが多い。
戸田 夏美（）
アヒルバスの最年長のバスガイド。42歳。通称・鋼鉄母さん。社員も運転手も社長さえも、目が合えば小言を言われるという。入社以来、「鋼鉄の処女」と呼ばれていたが、10年前に3歳年下のサラリーマンと見合い結婚、6年前に出産。あだ名も鋼鉄の処女から、「鋼鉄の人妻」「鋼鉄の妊婦」「鋼鉄母さん」と変遷していった。出産を経て正社員としてガイドに復帰したのは夏美が初めて。
三原（）
元アヒルバスバスガイド。秀子の新人研修を担当した。ツアーに参加した北陸の鉄道会社の社長からガイドの腕を見込まれスカウトされ、自分の可能性を試してみたいという思いから、転職した。
山中 空（）
アヒルバス新人バスガイド。就職が決まり、高校の卒業旅行名目で、秀子が担当していた「これはお得！東京名所ぐるり旅」に1人で参加した。あだ名はクウ。帰国子女。
モモ
アヒルバスの女子寮の寮母。寮は元旅館で、当時は旅館の女中をしていたという。愛車はミゼットII。
野口（）
アヒルバス企画課社員。
偽伯爵（）
アヒルバスの都内周遊コース「これはお得！東京名所ぐるり旅」に月に2度は参加する常連客。髪や眉、口ひげに白髪が目立つ、60代後半から70代前半と思しき男性で、背広姿でループタイ、革のセカンドバッグを持っている。

## 書籍情報
『ある日、アヒルバス』
- 単行本：実業之日本社、2008年10月17日、ISBN 978-4-408-53527-2
- 文庫：実業之日本社文庫、2010年10月5日、ISBN 978-4-408-55008-4

『天晴れアヒルバス』
- 単行本：実業之日本社、2016年9月9日、ISBN 978-4-408-53693-4

## テレビドラマ
小説を原作とした同名のテレビドラマが2015年7月5日から8月23日までNHK BSプレミアムのプレミアムドラマ枠にて放送された。全8話。
40歳で出版社をリストラされ恋人とも別れた主人公・浅倉葉月が、たまたま観光バス「アヒルバス」に乗り合わせたことをきっかけにバスガイドへと成長する物語を描く。2020年の東京五輪の開催を控え世界中から多くの観光客が東京を訪れることが予想されることから、バスガイドに焦点を当てた作品を企画。「東京再発見」をテーマに、東京の著名な観光地から隠れた名所までを紹介する。当作にて初めて連続ドラマの演出を手掛ける映画監督の大谷健太郎曰く、「この俳優がこんな芝居をするんだ」という「俳優の再発見」が裏テーマとなっている。
主演の浅倉葉月役の藤原紀香は「ハートフル・ストーリーの名手である山本幸久さんが描く、仕事&青春小説「ある日、アヒルバス」が原作のこのドラマは人生を懸命に生きるごくフツーの人々の波乱と笑いに満ちた日常を 都内周遊観光バス会社を舞台に描いています。」と解説している。
アヒルにちなみ、劇中では黄色のバスガイド衣装が採用されている。

### キャスト
- 浅倉葉月 - 藤原紀香[1][4][6]
- 澤田希子 - トリンドル玲奈[7][8]
- 戸田夏美 - キムラ緑子[1]
- 小田切次郎 - 袴田吉彦[1][4]
- アヒルバス社長（鴨田博俊） - 片岡愛之助[1]
- 野口祐生 - 中村倫也
- 田原桃子 - 立石涼子
- 高松秀子 - 野村麻純
- 原武弘 - 古井榮一
- 日浦まどか - 秋月成美[9][10]
- 橋爪亮子 - 城戸愛莉
- 国村佳代 - 小松美月
- 清水茜 - 柳ゆり菜[10]
- 根本愛莉 - 橋本甜歌
- 並木浩介 - 山下健二郎（三代目J Soul Brothers）[1][4][11][12]
- 平なぎさ - 青山倫子[1]
- 戸田カオル - 浦上晟周

ゲスト出演
複数回登場の場合は括弧（）内に表記。
第1話
- JK - 荒川ちか（最終話）

第3話
- 石田美雪 - 三倉茉奈（最終話）
- 小林 - 増子倭文江
- 涼太 - 大貫勇輔（最終話、回想）

第4話
- 沢田芳夫 - 田中隆三
- 春香 - 谷花音

第5話
- 辰乃家卯之輔 - 柳家わさび（最終話）
- 磯川健太郎 - 大高洋夫
- 辰乃家亥輔 - 綾田俊樹
- 凛々子 - 渡辺舞（最終話、回想）

第6話
- 重富寛稀 - 中村公隆（最終話）

第7話
- 白鳥タケ - 星由里子（最終話）
- 白鳥健三 - 森岡豊（最終話）

### スタッフ
- 脚本 - 山室有紀子、横田理恵、鹿目けい子[1]
- 音楽 - 吉俣良[1]
- 主題歌 - moumoon「IROIRO」（avex trax）[13]
- 制作統括 - 後藤高久（NHKコンテンツ開発センター）、高石明彦（The icon）[1]
- 演出 - 大谷健太郎、安見悟朗、水村秀雄[1]
- 制作著作 - NHK、The icon

### 放送日程
| 各話   | 放送日  | サブタイトル                | 脚本       | 演出       |
| ------ | ------- | --------------------------- | ---------- | ---------- |
| 第1話  | 7月05日 | 崖っぷちの女                | 山室有紀子 | 大谷健太郎 |
| 第2話  | 7月12日 | ガイドはアイドル?           | 横田理恵   | 大谷健太郎 |
| 第3話  | 7月19日 | 恋のストリッパー            | 鹿目けい子 | 大谷健太郎 |
| 第4話  | 7月26日 | 父と娘のTOKYOデート         | 横田理恵   | 大谷健太郎 |
| 第5話  | 8月02日 | 走れ!婚活バス               | 横田理恵   | 安見悟朗   |
| 第6話  | 8月09日 | 愛は、飛び蹴り              | 山室有紀子 | 水村秀雄   |
| 第7話  | 8月16日 | さらば、永久就職            | 鹿目けい子 | 水村秀雄   |
| 最終話 | 8月23日 | アヒルバスは永遠に不滅です! | 横田理恵   | 大谷健太郎 |

### 関連商品
サウンドトラック
- 吉俣良『NHKプレミアムドラマ「ある日、アヒルバス」オリジナルサウンドトラック』（2015年8月5日発売） Suzak Musik、品番: NGCS-1056